# Клементейкино
 Клементейкино (чув. Клемтел) — село в Альметьевском районе Татарстана. Административный центр Клементейкинского сельского поселения.

## География
Находится в юго-восточной части Татарстана на расстоянии приблизительно 35 км по прямой на запад от районного центра города Альметьевск.

## История
Основано чувашами около 1730 года переселенцами из деревни Убеево.

## Население
Постоянных жителей было: в 1782 году — 80, в 1795 — 87 душ мужского пола, в 1870—406, в 1897—585, в 1900—688, в 1913—805, в 1920—822, в 1926—714, в 1938—681, в 1949—630, в 1958—711, в 1970—723, в 1979—643, в 1989—462, в 2002 − 487 (чуваши 87 %), 436 в 2010.